# شاهي أباد شور (مقاطعة فارياب)
شاهي أباد شور (بالفارسية: موتورهای شهیدآباد شور سرگریچ) هي مستوطنة تقع في كرمان في إيران. يقدر عدد سكانها بـ 438 نسمة بحسب إحصاء 2016.